# Opération Alba (1942)
Seconde Guerre mondiale
Batailles
- Invasion de l'Albanie
- Guerre italo-grecque
- Invasion de la Yougoslavie
- Opération Châtiment
- Bataille de Grèce
- Opération Abstention
- Bataille de Crète
- Campagne de la mer Noire

L'opération Alba, également connue sous le nom d'opération Albia ou encore opération Albija, est une opération anti-partisans en Croatie qui eut lieu du 12 août au 2 septembre 1942.

## But de l'opération
Destruction des groupes de partisans dalmates dans la zone montagneuse, située à 40–50 kilomètres à l'Est de Split.
| \| Split \| |
| Split       |

## Forces en présence
Forces de l'Axe
 Royaume d'Italie
- 15e division d'infanterie Bergamo
- 18e division d'infanterie "Messina" (it)
- 89e bataillon N de Chemises noires blindé (CCN N)
- 29e bataillon M de Chemises noires blindé (CCN M)

 État indépendant de Croatie
- Troupes des garnisons de la région provenant du 12e régiment d'infanterie

 Tchetniks MVAC
- Quelques éléments auxiliaires

Résistance
 Partisans
- 1re brigade prolétarienne (éléments)
- 4e brigade du Monténégro (éléments)
- Bataillon Jozo Jurčević
- Détachement des partisans de Dalmatie centrale

## L'opération
Les troupes fascistes ont balayé la région à partir de la montagne Biokovo en avançant vers la ville de Arzano (Croatie) (hr) située à 45 km à l'Est de Split.

Les troupes italiennes ont brûlé une dizaine de villages et tué et arrêté plusieurs centaines de personnes.

## Bilan
Aucun renseignement concernant les pertes de part et d'autre n'a été trouvé.